# Damage (Jimmy Eat World)
Damage è l'ottavo album discografico del gruppo musicale alternative rock statunitense Jimmy Eat World, pubblicato nel giugno 2013.

## Tracce
1. Appreciation – 3:16
2. Damage – 3:07
3. Lean – 3:04
4. Book of Love – 3:55
5. I Will Steal You Back – 3:28
6. Please Say No – 4:40
7. How'd You Have Me – 3:42
8. No, Never – 3:50
9. Byebyelove – 4:31
10. You Were Good – 4:13

## Formazione
- Jim Adkins - voce, chitarra
- Tom Linton - chitarra, cori
- Rick Burch - basso
- Zach Lind - batteria